# Echinocereus canus
Echinocereus canus es una especie de planta suculenta perteneciente al género Echinocereus, dentro de la familia Cactaceae. Es endémica del suroeste de Texas (Estados Unidos) y es uno de los pocos cactus con las lores de color verde que existe.   

## Descripción
Echinocereus canus es una especie de cactus caracterizada por su crecimiento solitario, aunque en ocasiones forma pequeños grupos compactos de varios brotes. Cada tallo presenta una forma variable, desde esférica u ovoide hasta alargada o cilíndrica, con una altura de 6 a 15 cm y un diámetro de 3 a 6 cm. La epidermis es de color verde y las raíces son fibrosas y ramificadas.
La planta desarrolla entre 14 y 16 costillas ligeramente tuberculadas. En ellas se disponen areolas ovaladas de 2,5 a 3,5 mm de longitud y separadas por unos 6 mm. Las areolas presentan entre 8 y 15 espinas centrales, delgadas, flexibles y frágiles, de 1,7 a 2,5 cm de largo, con una base ligeramente bulbosa. Estas espinas son de color blanco puro, aunque algunas pueden mostrar tonalidades rojizas en la punta, y con el tiempo adquieren un tono grisáceo. Además, cada areola cuenta con entre 30 y 48 espinas radiales muy delgadas, de 0,5 a 0,8 cm de longitud, que también son blancas y se tornan grises con la edad.
Las flores emergen en los laterales de los tallos y presentan forma de embudo corto. Su color varía del verde claro al verde dorado brillante y desprenden un aroma cítrico similar al limón. Miden entre 2 y 3,4 cm de longitud y hasta 2,5 cm de diámetro. La yema floral es de color verde. La floración ocurre en primavera, con flores que se abren durante el día y se cierran por la noche, repitiendo este ciclo durante tres o cuatro días.

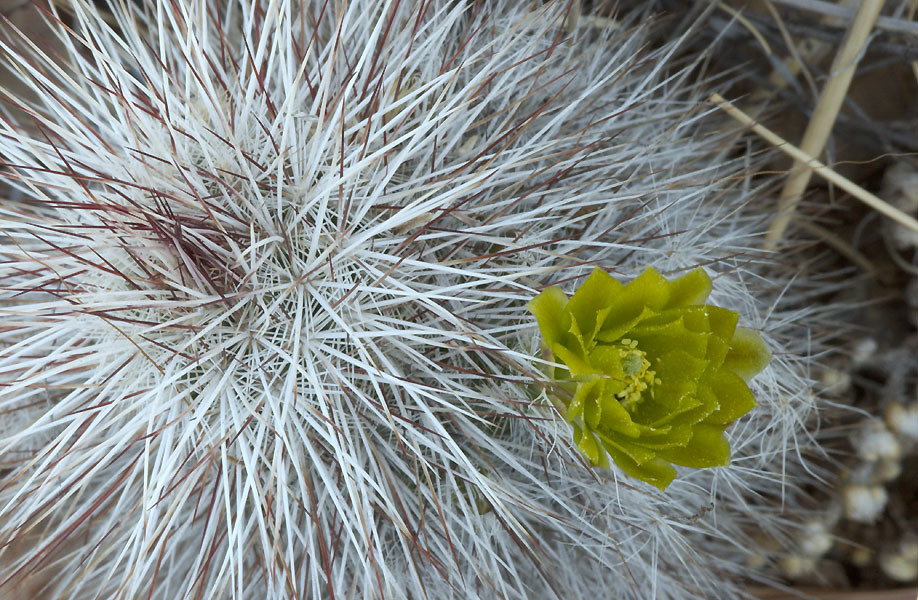
Detalle de la flor

El tubo floral alcanza entre 5 y 8 mm de longitud y el ovario entre 4 y 5 mm. Ambos son de color verde y poseen areolas con 23 a 25 espinas blancas similares a cerdas, de 1,2 cm de largo. Los pétalos miden hasta 2 cm de largo y 0,4 cm de ancho. La cámara de néctar mide cerca de 2 mm. Los estambres tienen filamentos blancos de entre 1 y 1,4 cm, con anteras de color amarillo. El estilo, amarillento verdoso, mide 1,7 cm y el estigma presenta hasta ocho lóbulos verdes, de unos 3 mm de longitud.
Los frutos son ovoides, verdes y sin pulpa. Miden aproximadamente 1 cm de largo y hasta 1,1 cm de diámetro. Maduran en un periodo de 2 a 2,5 meses, momento en el que se abren longitudinalmente y liberan un aroma semejante al de las uvas verdes. En su interior contienen semillas negras, de 0,8 mm de largo por 0,7 mm de ancho, con una testa perforada y cubierta de verrugas planas. Esta especie es diploide y presenta un número cromosómico de 2n = 22.

### Características juveniles

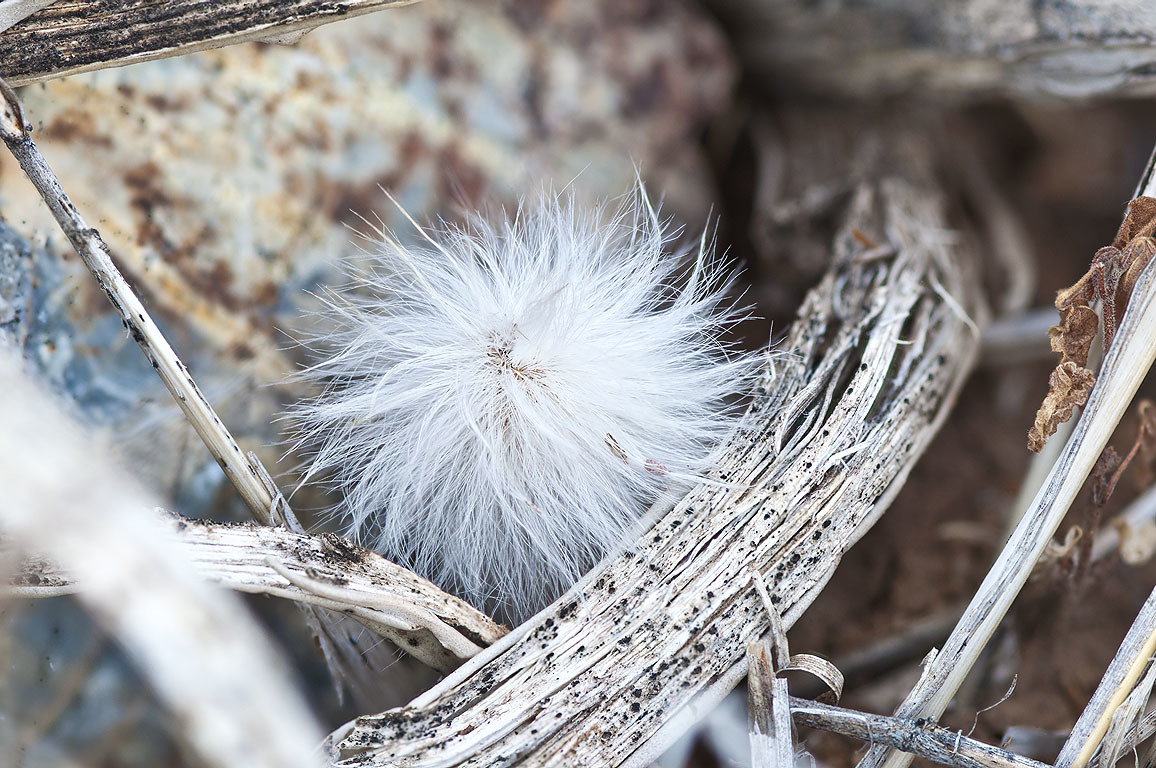
Plántula con espinas semejantes a pelos

Las plántulas de hasta 1 a 3 cm de altura producen únicamente espinas blancas, flexibles y semejantes a pelos, con una longitud de entre 0,5 cm y más de 1 cm. Estos pelos pueden ser rectos, ondulados o curvados, y cada areola alberga alrededor de 40. Permanecen durante varios años en la base del tallo, formando una densa franja de color blanco. Con el tiempo, estas espinas se tornan grises. Las espinas centrales y radiales típicas, blancas y a veces rojizas, comienzan a desarrollarse en las areolas apicales cuando los tallos alcanzan entre 1 y 3 cm de longitud.

## Distribución y hábitat
El área de distribución nativa de esta especie es el suroeste de Texas (Estados Unidos) y habita principalmente en biomas desérticos o de matorrales secos.Es endémico de Solitario, una cresta de arenisca sobre Righthand Shutup, en el condado de Presidio (Texas).
Este cactus crece en laderas empinadas, crestas de arenisca, novaculita y rocas ígneas, a altitudes que oscilan entre los 1300 y los 1600 metros sobre el nivel del mar.

## Taxonomía
Echinocereus canus fue descrita por los botánicos Dieter Félix y Herbert Bauer y publicada por primera vez en la revista científica Die Sektion Echinocereus 259 en 2012.
Etimología
- Echinocereus: nombre genérico formado a partir de las palabras latinas ĕchīnus (que significa ‘erizo’) y cereus (que se traduce como 'vela' o 'cirio'), en alusión a los tallos cortos, columnares y espinosos que presentan las especies de este género.[7]
- canus: epíteto específico que deriva de la palabra latina cānus, que significa 'blanco' o 'canoso', en alusión al aspecto blanquecino de las planta debido a sus espinas blancas.[2][8]

## Usos
Echinocereus canus se cultiva principalmente como planta ornamental por su pequeño tamaño y por sus flores fragantes de tonalidades verdosas. Requiere un sustrato mineral muy permeable con bajo contenido en materia orgánica debido a su sensibilidad a la pudrición.
Durante la temporada de crecimiento, necesita riegos moderados. En invierno debe mantenerse completamente seca y a temperaturas entre 5 y 15 °C, evitando ambientes con alta humedad. Un exceso de agua o sombra puede alterar su forma natural, haciendo que el tallo se hinche.
Requiere exposición a luz solar brillante, aunque se adapta bien a la luz filtrada o al sol directo de la mañana. La exposición prolongada al sol intenso puede provocar quemaduras, pero una iluminación adecuada favorece la floración y la producción de espinas. Tolera temperaturas de hasta –10 °C durante cortos periodos si se mantiene seca y en condiciones frescas. Durante el crecimiento activo, se puede aplicar un fertilizante con bajo contenido en nitrógeno y alto en fósforo y potasio para estimular el desarrollo sin ablandar los tejidos de la planta.
En cuanto a plagas y enfermedades, esta planta suele mantenerse sana si se cultiva en un sustrato mineral bien aireado, con buena exposición y ventilación. Sin embargo, puede verse afectada por ácaros como la araña roja, que puede controlarse mediante riego por aspersión. También pueden aparecer cochinillas en el nuevo crecimiento o en las raíces. La podredumbre radicular es poco frecuente si se evita el exceso de riego y se garantiza una adecuada ventilación; en caso contrario, los fungicidas resultan poco eficaces.